# 孫識
孫識（1437年—1514年），字以蓄，山東濟南府武定州商河縣人，民籍，明朝政治人物。進士出身。

## 生平
早年出身國子生，山東鄉試第四十四名。成化十四年（1478年）戊戌科會試第一百五十二名，殿試登進士第三甲第一百三十四名。十五年奉命监修郑王陵墓，完成后十六年除户部陕西司主事，十七年督理密云粮饷，十八年管理淮安鈔關，二十年管徐州榷税，累升至郎中，弘治四年（1491年）擢平凉府知府，在任五年，弘治九年調任漢陽，居二載，入觐京师后辞官归乡。正德九年甲戌二月九日卒，生正統二年丁巳四月二十一日，享年七十八。

## 家族
曾祖父孫貴，贈陕西左參政。祖父孫興，贈陕西左參政。父亲孫敏，母高氏。伯父孫毓，進士。
元配张氏贤，早卒，赠宜人；继配张氏（1445年-1513年），封安人、宜人，加封恭人。四子：長子孫敬宗；次子孫敬祖；三子孫孟舉、四子孫孟和，皆登進士。